# 古荘次平
古荘 次平（ふるしょう じへい、1914年12月15日 - ?）は、日本の水球選手。1936年ベルリンオリンピックの水球競技に出場した。
熊本県出身。熊本県立商業学校、早稲田大学卒。クリーニング企業のシロヤパリガン創立者。